# 馬爾塞利亞
馬爾塞利亞是哥倫比亞的城鎮，位於該國中西部，由里薩拉爾達省負責管轄，距離首府佩雷拉29公里，始建於1860年，面積57平方公里，海拔高度1,575米，2005年人口20,683。
4°55′N 75°45′W / 4.917°N 75.750°W